# Георгиевский, Михаил Дмитриевич
Михаил Дмитриевич Георгиевский (20 октября [1 ноября] 1860, Остречинская волость, Олонецкая губерния — 8 [21] июня 1908, Святозеро, Святозерская волость, Петрозаводский уезд, Олонецкая губерния) — русский педагог, краевед, этнограф, автор первого печатного словаря карельского языка (людиковское наречие).

## Биография
Михаил Дмитриевич Георгиевский — представитель известной в Карелии учительской династии Георгиевских. Он родился в семье священника Остреченского прихода Георгиевского Дмитрия Никифоровича. После окончания Олонецкой духовной семинарии в 1883 году был направлен учителем одноклассного училища в село Святозеро Петрозаводского уезда Олонецкой губернии. Вот что писал Михаил Дмитриевич в статье «Голос из Карелии» в 1908 году:
«Двадцать четыре с половиной года тому назад я приехал в Карелу учителем, чистокровный русский, не слыхавший даже одного слова по-карельски, я с ужасом думал, что и как я буду делать в Кареле».
Несмотря на трудности, Михаил Дмитриевич начал составлять рабочий словарик, в котором записывал карельские слова, используя русский алфавит. В этом ему помогала его жена-карелка Ольга Феофилактовна Лескова. Так Михаил Дмитриевич стал одним из составителей «Русско-карельского словаря» людиковского диалекта. Его работу оценил академик Ф. Ф. Фортунатов. В 1908 году «Русско-карельский словарь» был издан в Санкт-Петербурге и разослан в начальные сельские школы в помощь русским учителям. При М. Д. Георгиевском в селе Святозеро в 1892 году была построена первая школа. Михаил Дмитриевич заботился о малоимущих учениках, пытался научить детей сельскохозяйственным знаниям, азам огородничества. Он изучал жизнь и быт карел, их традиции и обычаи. Его перу принадлежит немало работ, посвящённых флоре и фауне Олонецкой губернии.
Немало статей Михаила Георгиевича были напечатаны в «Олонецких губернских ведомостях». Они представляют большой интерес для историков, этнографов. В 1888 году в газете «Олонецкие губернские ведомости» № 17 были опубликованы «Этнографические заметки. Святозеро». Работа является одним из важнейших источников по истории и этнографии села. В 1908 году в «Вестнике Олонецкого губернского земства» был опубликован очерк «Карелы», одно из лучших дореволюционных этнографических исследований.
На основе многолетних наблюдений за жизнью и бытом карел М. Д. Георгиевским были написаны очерки «Святки в деревнях Олонецкой губернии и различные гаданья», «О сороковом дне в карельском краю», «Интересная охота», «Кое-что об Олонецких рыбаках». Все эти работы — результат кропотливой многолетней исследовательской деятельности замечательного педагога из Святозера М. Д. Георгиевского, который оставил богатейший материал для изучения истории родного края. 8 июня 1908 года Михаил Дмитриевич скончался. Похоронен на церковном кладбище в селе Святозеро.

## Основные труды
- Георгиевский М. Святки в деревнях Олонецкой губернии и различные гаданья // Олонецкие губернские ведомости. 1889. № 46. С. 495—497; № 48. С. 514—516.
- Георгиевский М. Д. О сороковом дне в карельском краю // Олонецкие губернские ведомости. 1890. № 23. С. 229.
- Георгиевский М. Д. Интересная охота // Олонецкие губернские ведомости. 1899. № 44. С. 2.
- Георгиевский М. Д. Кое-что об олонецких рыбаках // Олонецкие губернские ведомости. 1901. № 36, С. 2; № 37, С. 2; № 42, С. 2; № 43, С. 2[3].